# Princezna a žabák
Princezna a žabák (v anglickém originále The Princess and the Frog) je animovaný film z roku 2009 z dílny Walta Disneye. Filmu se režisérsky ujal Ron Clements a John Musker. Jde o 49. snímek z tzv. animované klasiky Walta Disneye. Příběh je zasazen na počátek 20. století v americkém New Orleans, hudba je ve stylu jazz.

## Děj
V městě New Orleans žila malá holčička jménem Tiana. Když dospěla v mladou dívku, měla sen, že jednou bude mít svou vlastní restauraci. Pak ale do města přišel krásný princ Navín, který upadl do spárů zlého čaroděje Šarlatána, jenž proměnil prince Navína v žabáka. Když ho Tiana potkala v domě své kamarádky, řekl jí, že když ho políbí, bude z něj znovu krásný princ. Tiana nejdřív na pohádky nevěřila, ale řekla si, že to udělá. Ale pak se i Tiana proměnila v žábu. Obě žáby Tiana a Navín se vydají najít někoho, kdo kletbu zlomí. V lese potkají aligátora Lewise, který je zavede za slepou stařenku bábi Oudí, která by mohla kletbu zrušit. Na cestě potkají ještě světlušku Raye, s kterým se spřátelí. Postupem času se Navín a Tiana do sebe zamilují. Kletba je zlomena poté, co se Tiana stane Navínovou ženou a tím i princeznou.

## Obsazení
- | Anika Noni Rose     | Tiana                 |
| Bruno Campos        | Princ Naveen          |
| Keith David         | Dr. Facilier          |
| Michael-Leon Wooley | Louis                 |
| Jennifer Cody       | Charlotte La Bouffová |
| Jim Cummings        | Ray                   |
| Peter Bartlett      | Lawrence              |
| Jenifer Lewis       | Mama Odie             |
| Oprah Winfrey       | Eudora                |
| Terrence Howard     | James                 |